# Rino Genovese (filosofo)
Rino Genovese (Napoli, 22 ottobre 1953) è un filosofo, scrittore e editore italiano.

## Biografia
Compie gli studi universitari presso l'Università di Pisa e la Scuola Normale Superiore, dove poi rimane come ricercatore di ruolo fino al 2015.
Tra il 1978 e il 1979 a Parigi segue i corsi di Michel Foucault al Collège de France. Negli anni ottanta, interessato alla teoria dei sistemi, entra in contatto con il sociologo tedesco Niklas Luhmann. La teoria sociologica costituirà da allora una parte importante della sua riflessione.
Attualmente è presidente della Fondazione per la critica sociale, fa parte della redazione della rivista  La società degli individui e, nel 2018, ha lasciato la redazione di Il Ponte per contrasti sulla direzione della rivista.
Si distacca già dagli anni novanta da una prospettiva strettamente universitaria, pur senza dimettersi dal posto di ricercatore, iniziando a pubblicare, oltre ai saggi teorici, testi saggistico-narrativi spesso nella forma di libri di viaggio.
L’attività di editore – dopo un breve passaggio nelle Edizioni Cronopio di Napoli – lo vede dal 2012  ideatore, direttore e finanziatore, tramite la Fondazione per la critica sociale, della collana di testi originali e traduzioni “La critica sociale” presso Rosenberg & Sellier di Torino. Ha fatto parte inoltre della società a responsabilità limitata che dal 2013 gestisce il marchio Manifestolibri di Roma. Nel febbraio 2020 si è formalmente dimesso dalla carica di presidente di questa società, che ha ricoperto per circa un anno e mezzo. Nel febbraio 2021 ha dato vita, con altri, al sito giornalistico "terzogiornale".

## Pensiero
Formatosi negli anni settanta in una prospettiva hegelo-marxista vicina alla Scuola di Francoforte, se ne allontana progressivamente (come si può osservare già dal suo primo libro Dell’ideologia inconsapevole. Studio attraverso Schopenhauer, Nietzsche, Adorno, Napoli, Liguori, 1980), assumendo sempre più nettamente una postura scettico-relativista con un’attenzione alle scienze sociali e, in esse, alla funzione, appunto relativistica, svolta dall’antropologia culturale. Indicativo di questo passaggio è l’articolo su Hume e la filosofia antropologica contenuto nel volume di autori vari, Tra scetticismo e nichilismo, Pisa, Ets, 1985, in cui nel contempo si nota l’interesse per la teoria dei sistemi.
La forma compiuta dell’evoluzione del suo pensiero, rispetto agli anni giovanili, si trova in La tribù occidentale. Per una nuova teoria critica, Torino, Bollati Boringhieri, 1995 (nuova edizione con il titolo Un illuminismo autocritico. La tribù occidentale e il caos planetario, Torino, Rosenberg&Sellier, 2013) in cui, nella presa di distanze dalla soluzione di Habermas, si profila una logica dell’ibridazione e del paradosso come fuoriuscita dalla dialettica di marca hegeliana.
Questa linea di pensiero è approfondita, in senso più strettamente politico con il rilancio di un’idea di socialismo, nel successivo Convivenze difficili. L’Occidente tra declino e utopia, Milano, Feltrinelli, 2005, e soprattutto, facendo i conti finali con la teoria dei sistemi, nel Trattato dei vincoli. Conoscenza, comunicazione, potere, Napoli, Cronopio, 2009, a tutt’oggi la sua opera teoricamente più significativa.
Negli ultimi anni si è dedicato in modo particolare ai temi politici e civili con i saggi Che cos’è il berlusconismo (2011), Il destino dell’intellettuale (2013) e Totalitarismi e populismi (2016), tutti pubblicati dalla casa editrice Manifestolibri di Roma, e intervenendo regolarmente in rete nel sito Le parole e le cose e in quello della rivista Il Ponte. Tra il 2021 e il 2023 ha pubblicato un dittico sul pensiero utopico, con i titoli Socialismo utopico, socialismo possibile e L'inesistenza di Dio e l'utopia, presso l'editore Quodlibet di Macerata.

## Attività di scrittore
I suoi interessi estetico-letterari si esprimono dapprima con Teoria di Lulu. L’immagine femminile e la scena intersoggettiva, Napoli, Liguori, 1983, in cui, nel rivisitare il mitico personaggio teatrale, e poi anche filmico, creato da Frank Wedekind, affronta il tema della cosiddetta lotta dei sessi. All’inizio degli anni novanta questo discorso è ripreso con un romanzo breve in forma epistolare (L’antieros, Firenze, Ponte alle Grazie, 1991) in cui sono presenti sia una chiara vena satirica sia il tentativo di fare filosofia in altro modo, con una vaga ispirazione kierkegaardiana. Seguono i libri di viaggio, o apparentemente tali nella miscela di finzione narrativa e saggismo, Cuba, falso diario e Tango italiano (Torino, Bollati Boringhieri, rispettivamente 1993 e 1997; nuova edizione in volume unico col titolo L’altro Occidente. Dall’Avana a Buenos Aires, Roma, Manifestolibri, 2014), e ancora quello che probabilmente è il suo libro più sofferto, insieme documento di una crisi e stravolta autobiografia visionaria, Ci sono le fate a Stoccolma. Dal diario dell'esilio mentale, Reggio Emilia, Diabasis, 2008. Ritorna alla narrativa, ancora con un impianto riflessivo, stavolta nella forma di un metaromanzo, con Chi scriverà questo romanzo? Il Puttaniere nero, Roma, Castelvecchi, 2025, storia di un rapporto tra due autori potenziali che si contendono un medesimo soggetto tratto dal diario di un turista sessuale, specializzato in ragazze nere, e insieme un "postfascista" che assomiglia molto al fascista che era stato da giovane. Un testo percorso da una vena di divertimento grottesco, e al tempo stesso un'indagine sul razzismo e sul sessismo contemporanei.

## Opere principali
- Dell’ideologia inconsapevole, Napoli, Liguori, 1980;
- Teoria di Lulu, Napoli, Liguori, 1983;
- Prefazione e Hume e la filosofia antropologica in AA. VV., Tra scetticismo e nichilismo, Pisa, Ets, 1985;
- Modi di attribuzione (con C. Benedetti e P. Garbolino), Napoli, Liguori, 1989;
- L’antieros, Firenze, Ponte alle Grazie, 1991;
- Introduzione a AA. VV., Figure del paradosso, Napoli, Liguori, 1992;
- Cuba, falso diario, Torino, Bollati Boringhieri, 1993;
- La tribù occidentale, Torino, Bollati Boringhieri, 1995;
- Tango italiano, Torino, Bollati Boringhieri, 1997;
- Convivenze difficili, Milano, Feltrinelli, 2005;
- Ragione impura (con I. Testa), Milano, Bruno Mondadori, 2007;
- Gli attrezzi del filosofo, Roma, Manifestolibri, 2008;
- Ci sono le fate a Stoccolma, Reggio Emilia, Diabasis, 2008;
- Trattato dei vincoli, Napoli, Cronopio, 2009;
- Che cos’è il berlusconismo, Roma, Manifestolibri, 2011;
- Il destino dell’intellettuale, Roma, Manifestolibri, 2013;
- Un illuminismo autocritico (nuova edizione di La tribù occidentale), Torino, Rosenberg&Sellier, 2013;
- L’altro Occidente (edizione in volume unico di Cuba, falso diario e Tango italiano), Roma, Manifestolibri, 2014;
- Totalitarismi e populismi, Roma, Manifestolibri, 2016;
- Prefazione alla seconda edizione di  Dell'ideologia inconsapevole, Roma, Manifestolibri, 2018;
- Introduzione a AA. VV., Sulla sindrome identitaria, Torino, Rosenberg&Sellier, 2021;
- Socialismo utopico, socialismo possibile, Macerata, Quodlibet, 2021;
- L'inesistenza di Dio e l'utopia, Macerata, Quodlibet, 2023.
- Chi scriverà questo romanzo? Il Puttaniere nero, Roma, Castelvecchi, 2025.